# Bogata (okręg Călărași)
Bogata – wieś w Rumunii, w okręgu Călărași, w gminie Grădiștea. W 2011 roku liczyła 645 mieszkańców.